# Cheap Trick
Cheap Trick é uma banda de rock dos Estados Unidos de Rockford, Illinois, que ganhou popularidade no final da década de 1970. É formada por quatro integrantes e existe até hoje. Os integrantes são: Rick Nielsen, Robin Zander, Tom Petersson, Daxx Nielsen.

## Origem
Em 1961, Rick Nielsen começou a tocar localmente em Rockford, Illinois usando uma coleção cada vez maior de guitarras raras e valiosas. Ele formou várias bandas locais com nomes como The Boyz e The Grim Reapers. Brad Carlson, mais tarde conhecido como Bun E. Carlos, tocou em uma banda rival de Rockford, os Pagans. Finalmente, Nielsen formou Fuse em 1967 com Tom Peterson, mais tarde conhecido como Tom Petersson, que tocou em outra banda local chamada The Bo Weevils.
A partir de 2009, Cheap Trick continua a turnê com a formação original. Têm sido muitas vezes referido pela imprensa japonesa como o "American Beatles."
O senado do estado de Illinois declarou 1º de abril o dia "Cheap Trick".
A banda também teve classificação #58 em lista da VH1 dos 100 Maiores Artistas de Hard Rock.
A música Dream Police está presente no jogo Guitar Hero: Aerosmith

## Shows ao vivo
Cheap Trick é conhecido por suas quatro décadas de turnês quase contínua. Seu álbum Cheap Trick at Budokan elevou o status do Budokan como um local privilegiado para concertos de rock.

## Instrumentos
Cheap Trick é conhecido por seu uso - e grande coleção - incomum de guitarras e baixos.
Robin Zander tem dedilhado guitarras como a Rickenbacker 1950 Combo 450 Mapleglo, 12-Hamer, Gibson Firebird, e várias Fender Telecaster.
Rick Nielsen é um ávido colecionador que, apesar de racionalizar a sua coleção de guitarras, ainda tem mais de 250 peças em seu poder. Ele tem colaborado com Hamer a marca 'temáticos' guitarras, alguns baseados em álbuns Cheap Trick como "Rockford,"The Doctor", e ainda canções como "Gonna Raise Hell". Hamer também fez guitarras pescoço e mandocellos elétricos esclusivos para Nielsen.  Dentre suas guitarras, destacam-se os modelos com 5 braços, que ele afima ter três unidades,  e outra com incríveis 9 braços.
A Tom Petersson é creditada a ideia do baixo de 12 cordas. Anteriormente, ele havia usado um Gibson Thunderbird, Alambique [21] [22], e Hagstrom de 8 cordas. Pediu então a Jol Dantzig da Hamer Guitars que fizesse um baixo de 12 cordas. A empresa inicialmente fez um baixo de 10 cordas. Após a utilização bem sucedida, o protótipo de 12 cordas, Hamer A 'Quad', foi produzido. Petersson uso mais tarde baixos de 12 cordas feito pela Chandler, e modelos de assinatura da Waterstone, bem como um conjunto impressionante de 4, 5 e 8 contrabaixos de cordas de outros fabricantes.
Bun E. Carlos tocou com diversos comerciais tambor acessórios, incluindo Ludwig e tambores Slingerland Radio King, pratos Zildjian, raros Billy Gladstone tarolas e tambores sticks.He Capella é também um ávido colecionador de tambores de colheita e compra, vende e comércios com alguns outros Rockford, Illinois comerciantes, principalmente Randy de águas pluviais. Cada ano de águas pluviais e coleta de Carlos 'pode ser vista em vários shows de tambor no Centro-Oeste.
Carlos também gravou e escreveu canções para muitas bandas Rockford, como Mark Willer e os falcões Blues e também unir a efêmera experiência Bun E. Carlos, que também incluía Jon Brandt, que substituiu Tom Petersson em meados dos anos 80, no baixo.

## Bandas influenciadas
Citando as bandas Cheap Trick como uma influência incluem: The Baudelaires, Pearl Jam, Local H, The Datsuns, Enuff Z'nuff, Everclear, Extreme, Fountains of Wayne, Mötley Crüe, Nirvana, Stone Temple Pilots, Green Day, OK Go , Smashing Pumpkins, The Pink Spiders, Terrorvision, Weezer, e muitos outros.

## Discografia
- Cheap Trick (1977)
- In Color (1977)
- Heaven Tonight (1978)
- Dream Police (1979)
- All Shook Up (1980)
- Found All The Parts EP (2 live tracks, 2 studio tracks) (1980)
- One on One (1982)
- Next Position Please (1983)
- Standing on the Edge (1985)
- The Doctor (1986)
- Lap of Luxury (1988)
- Busted (1990)
- The Greatest Hits (1991)
- Woke Up With A Monster (1994)
- Cheap Trick (1997)
- Special One (2003)
- Rockford (2006)
- The Latest (2009)
- Bang, Zoom, Crazy… Hello (2016)
- We're All Alright! (2017)